# Птицеводство

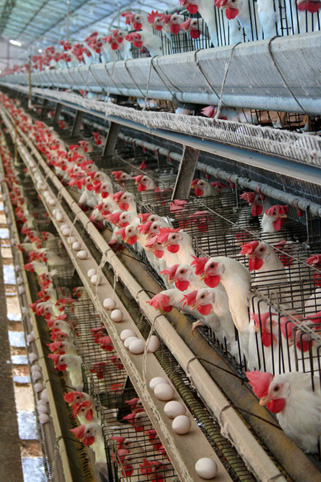
Содержание яичных кур в клеточной батарее в условиях промышленного птицеводства (Бразилия)

Птицево́дство — отрасль сельского хозяйства, специализирующаяся на производстве мяса птицы, пищевых яиц, и пуха (пера).
Птицеводство подразделяется на:
- частное;
- промышленное[2].

## Описание
Пищевые яйца получают в основном от кур яичных пород, в меньшем объёме — от мясо-яичных и мясных кур. Главным способом производства мяса птицы является выращивание бройлеров. Для получения мяса птицы разводят мясные породы кур, уток, гусей, домашних индеек, цесарок, а также перепелов, страусов и мясных голубей.
Современные птицефермы (птицефабрики) являются полноценными производствами, занимающимися как выращиванием птицы, так и изготовлением полуфабрикатов из её мяса. Основные процессы автоматизированы. Для содержания птиц чаще всего используется клеточная батарея.
Побочной продукцией птицеводства являются пух и перо, а отходы производства используются для изготовления мясо-костной муки. Одновременно птичий помёт используется в качестве ценного органического удобрения.

## История
В Китае, Индии, Египте, Древнем Риме куроводство достигло значительного совершенства за много веков до новой эры, а зародилось оно в Индии 3 тысячи лет до н. э., где впервые были одомашнены куры и откуда оно распространилось в другие страны. Сведения о разведении домашних уток и гусей в Европе и Азии встречаются за несколько веков до н. э. Индейки были одомашнены в Америке, а в Европу они впервые были привезены в XVI веке.
В Европе рациональная постановка разведения кур и других птиц началась с конца XVIII века во Франции, Голландии и Англии. В последующий период селекцией и надлежащим уходом за курами, их откармливанием и скрещиваниями были достигнуты значительные результаты в улучшении хозяйственно полезных качеств кур (яйценоскость, плодовитость, вкус мяса и т. д.) и получено большое разнообразие пород не только в Западной, но и в Восточной Европе.

Именно куроводство получило исторически массовое распространение из-за того, что куры (а в большинстве случаев птицеводство — это разведение кур) неприхотливы в еде, в уходе и содержании. Однако самым важным является то, что количество снесённых яиц намного больше, если сравнивать с другими видами птиц за аналогичный период.

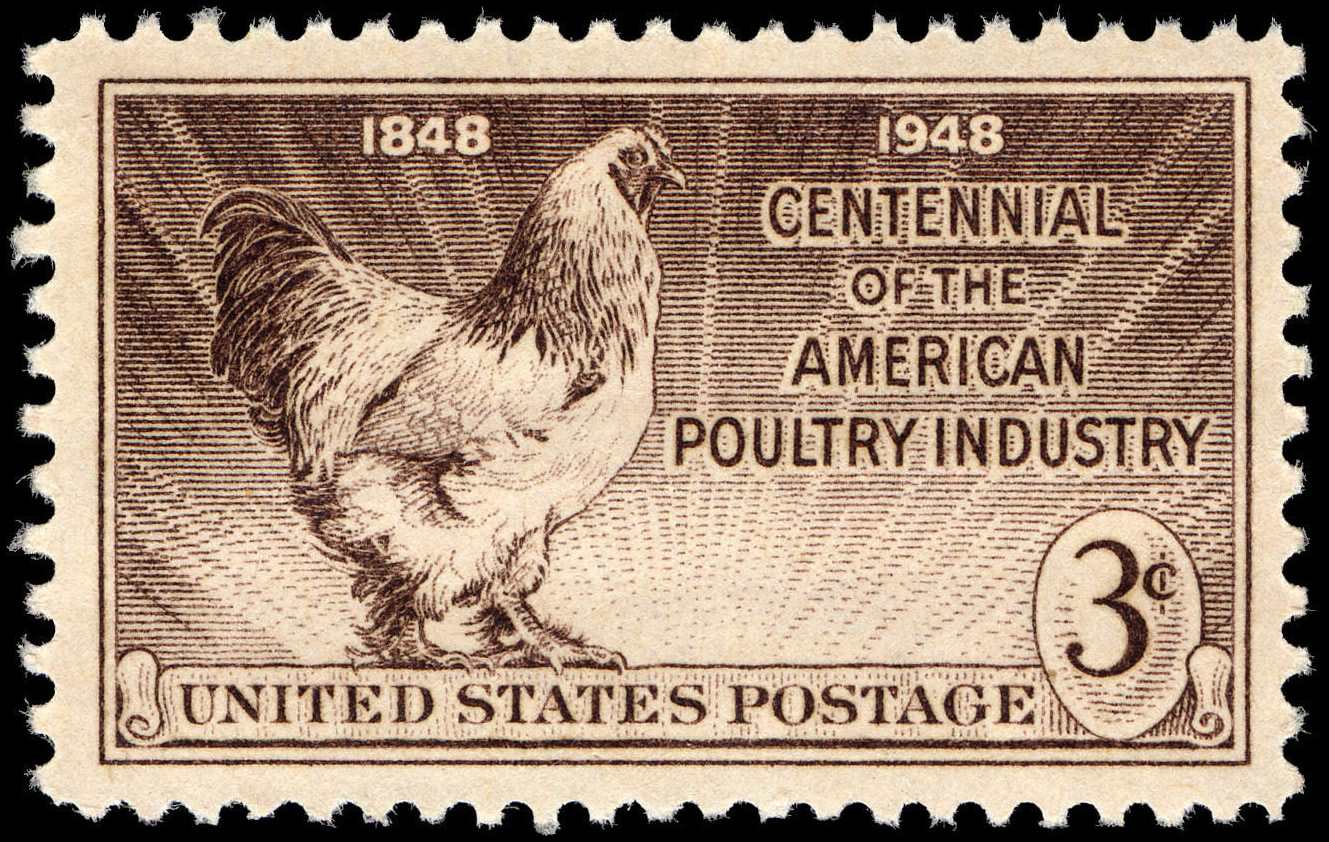
Почтовая марка США (1948) в честь столетия американской птицеводческой индустрии (Sc #968)
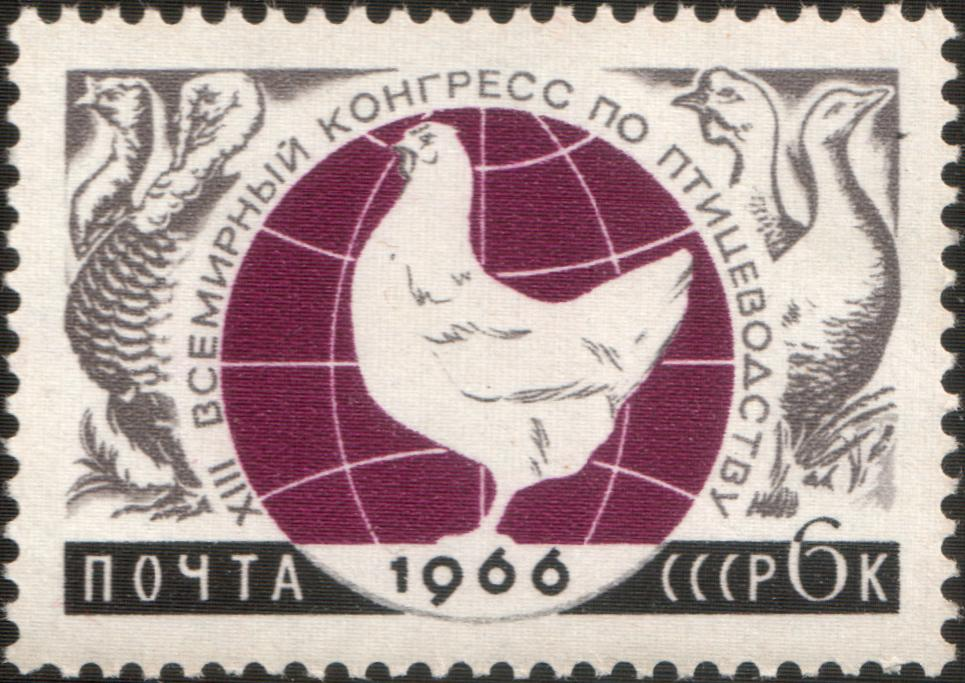
Почтовая марка СССР, посвящённая XIII Всемирному конгрессу по птицеводству 1966 года в Киеве (ЦФА [АО «Марка»] № 3308)[^]
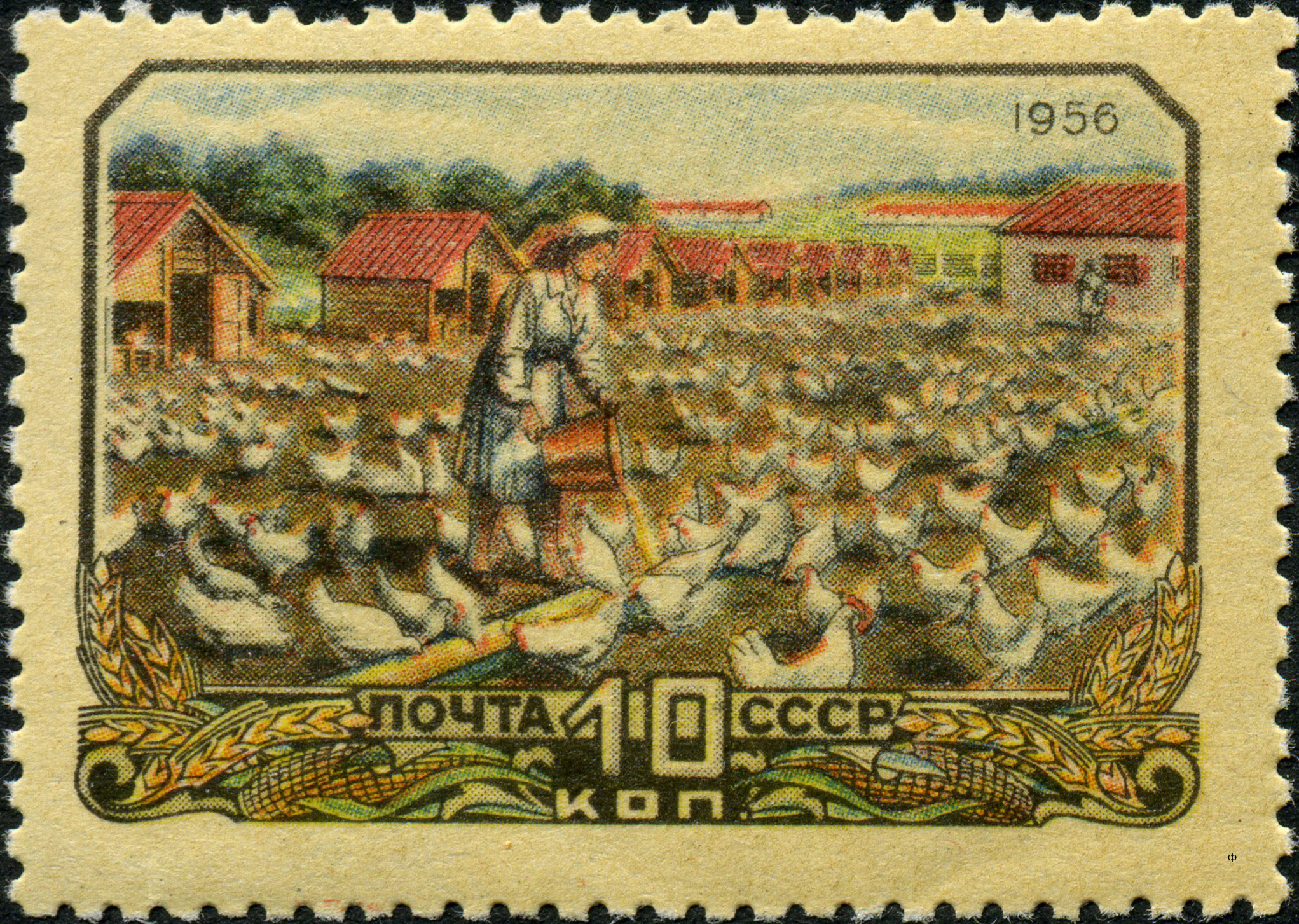
Птицеводство СССР. Почтовая марка, 1956 год

## Научное птицеводство
Одной из дисциплин сельскохозяйственных наук и агробиологии является научное птицеводство, специалисты которого объединены во Всемирную научную ассоциацию по птицеводству (ВНАП) и проводят раз в четыре года всемирные конгрессы[≡]. Под эгидой ВНАП издаётся рабочий орган этой организации — журнал World's Poultry Science Journal, а также образованы национальные отделения.
В США действует самостоятельная научная ассоциация по птицеводству, издающая журнал Poultry Science. В 1995 году создан Национальный музей птицеводства, входящий в Национальный сельскохозяйственный центр и зал славы.

## Мировое производство
В 2019 году около 71 млрд голов животных было забито для производства куриного мяса по всему миру, на 3,1 % больше, чем в 2018 году. Среднемировой убойный выход куриного мяса 1,7 кг, оставаясь относительно стабильным. В 2019 году мировое производство куриного мяса составило 119 млн тонн. Объем производства увеличивается в среднем на 3,7 % в год с 2007 года. С 2007 по 2019 год наибольший среднегодовой прирост был достигнут в России.
Лидеры производства куриного мяса в 2019 году США (20 млн тонн), Бразилия (16 млн тонн) и Китай (14 млн тонн), на долю которых приходится 42 % мирового производства. За этими странами следуют Россия, Индия, Мексика, Индонезия, Япония, Турция, Иран, Аргентина и Мьянма, на долю которых в совокупности приходится еще 22 %.
По данным Ассоциации производителей и торговцев домашней птицей Европейского Союза в 2017 году были достигнуты следующие приблизительные показатели в производстве и продаже мяса домашних птиц для ведущих производителей:
| Всего в миллионах тонн | Всего в миллионах тонн | Всего в миллионах тонн | Всего в миллионах тонн | Всего в миллионах тонн |
| Страна                 | Произведено кур        | Экспортировано кур     | Произведено бройлеров  | Произведено индеек     |
| ---------------------- | ---------------------- | ---------------------- | ---------------------- | ---------------------- |
| Аргентина              | ↗ 2,107                | ↗ 0,185                | ↗ 2,086                | ?                      |
| США                    | ↗ 21,316               | ↗ 3,091                | ↗ 18,596               | ↘ 2,712                |
| Евросоюз               | ↗ 15,872               | ↘ 1,497                | ↗ 12,844               | ↘ 2,121                |
| Бразилия               | ↗ 13,992               | ↗ 4,000                | ↘ 13,118               | ?                      |
| Китай                  | ↘ 16,450               | ↗ 0,400                | ↘ 11.600               | ?                      |
| Канада                 | ?                      | ?                      | ?                      | 0,169                  |
| Мексика                | ↗ 3,061                | ?                      | ↗ 3,400                | 0,017                  |
| Россия                 | ↗ 4,580                | ?                      | ↗ 3,870                | ?                      |
| Южная Африка           | ↘ 1,543                | ?                      | 1,500                  | ?                      |
| Чили                   | ↗ 0,730                | ?                      | ?                      | ?                      |
| Япония                 | ↘ 1,519                | ?                      | ?                      | ?                      |
| Индия                  | ↗ 2,993                | ?                      | ↗ 4,400                | ?                      |
| Индонезия              | ?                      | ?                      | 1,600                  | ?                      |
| Иран                   | ?                      | ?                      | ↘ 1,962                | ?                      |
| Таиланд                | ?                      | ↗ 0,770                | ↗ 1,900                | ?                      |
| Саудовская Аравия      | ↘ 0,692                | ?                      | ?                      | ?                      |
| Беларусь               | ?                      | 0,145                  | ?                      | ?                      |
| Турция                 | ↘ 1,895                | ↗ 0,360                | ?                      | ?                      |
| Украина                | ↗ 1,259                | ↗ 0,300                | ?                      | ?                      |

По сравнению с 2016 годом: ↗ Рост ↘ Спад
«?» — нет данных
10 лидирующих стран в производстве куриных яиц:
| Всего в миллиардах штук | Всего в миллиардах штук | Всего в миллиардах штук | Всего в миллиардах штук | Всего в миллиардах штук | Всего в миллиардах штук | Всего в миллиардах штук | Всего в миллиардах штук | Всего в миллиардах штук | Всего в миллиардах штук |
| Китай                   | США                     | Индия                   | Мексика                 | Бразилия                | Россия                  | Япония                  | Индонезия               | Турция                  | Пакистан                |
| ----------------------- | ----------------------- | ----------------------- | ----------------------- | ----------------------- | ----------------------- | ----------------------- | ----------------------- | ----------------------- | ----------------------- |
| 529                     | 106,7                   | 88,14                   | 55,42                   | 50,94                   | 44,35                   | 43,35                   | 33,94                   | 19,28                   | 17,08                   |

### Россия: производство
По итогам 2020 года в хозяйствах всех категорий было произведено 6,7 миллиона тонн птицы (на убой в живом весе) и 44,8 миллиарда штук яиц, что было выше результатов 2019 года. Доля птицы в объеме производства продукции животноводства составила 43,1 %.
В 2020 году объем производства индейки вырос на 14,5 % — до 330 тысяч тонн в убойном весе, выручка составила более 50 млрд рублей. В среднем на россиянина приходится 2,2 кг в год, предприятия готовы нарастить производство до 4,5 кг индюшатины. Крупнейшим производителем мяса индейки является группа компаний «Дамате», её объем составляет 46 % рынка. В 2020 году «Дамате» произвела 151 тысячу тонн мяса индейки в убойном весе, что на 15 % больше, чем в 2019 году. На втором месте ООО «Тамбовская индейка». Это российско-испанское предприятие, совместный проект группы «Черкизово» и Grupo Fuertes, занимают 15 % рынка, а произвели 49 тысяч тонн. Агропромышленный холдинг «Краснобор» из Тульской области держит 7 % рынка, они произвели 22,1 тысячу тонн индюшиного мяса. На четвёртом месте Морозовская (Омская область) и Юргинская (Тюменская область) птицефабрики, которые произвели 21,1 тысячи тонн индюшиного мяса. В ТОП-5 входит птицеводческий комплекс «Урал», на юге Башкирии, в городе Мелеуз, произвёл 18 тысяч тонн индюшиного мяса.
| Год  | Количество, тыс. тонн | Годовой прирост, % | Источник |
| ---- | --------------------- | ------------------ | -------- |
| 2012 | 4875                  |                    | [ 14 ]   |
| 2013 | 5152                  | ▲ 5,68 %           | [ 14 ]   |
| 2014 | 5585                  | ▲ 8,40 %           | [ 14 ]   |
| 2015 | 6039                  | ▲ 8,13 %           | [ 14 ]   |
| 2016 | 6191                  | ▲ 2,52 %           | [ 14 ]   |
| 2017 | 6618                  | ▲ 6,90 %           | [ 14 ]   |
| 2018 | 6671                  | ▲ 0,80 %           | [ 14 ]   |
| 2019 | 6708                  | ▲ 0,55 %           | [ 14 ]   |
| 2020 | 6728                  | ▲ 0,30 %           | [ 15 ]   |

| Год  | Количество, кг | Годовой прирост, % | Источник |
| ---- | -------------- | ------------------ | -------- |
| 2012 | 25,3           |                    | [ 14 ]   |
| 2013 | 26,7           | ▲ 5,53 %           | [ 14 ]   |
| 2014 | 28,9           | ▲ 8,24 %           | [ 14 ]   |
| 2015 | 31,0           | ▲ 7,27 %           | [ 14 ]   |
| 2016 | 31,5           | ▲ 1,61 %           | [ 14 ]   |
| 2017 | 33,6           | ▲ 6,67 %           | [ 14 ]   |
| 2018 | 34,2           | ▲ 1,79 %           | [ 14 ]   |
| 2019 | 34,1           | ▼-0,29 %           | [ 14 ]   |

## Мировая торговля
Объем экспортных поставок куриного мяса увеличился на 3,7 % до 16 млн тонн в 2019 году. Экспорта растет в среднем на 4,2 % в год с 2007 года. В стоимостном выражении мировой экспорт куриного мяса незначительно вырос до 23,7 млрд долларов (оценка IndexBox) в 2019 году.
На двух крупнейших стран-экспортеров — Бразилию (4 млн тонн) и США (3,3 млн тонн) -в совокупности приходится примерно 47 % общего экспорта куриного мяса в 2019 году. На Нидерланды (1,5 млн тонн) приходилось 9,8 % общего экспорта, далее следует Польша с долей в 7,7 %. Следующие экспортеры — Таиланд (510 тыс. тонн), Бельгия (489 тыс. тонн), Турция (478 тыс. тонн), Великобритания (356 тыс. тонн), Германия (350 тыс. тонн), Украина (338 тыс. тонн), САР Гонконг (311 тыс. тонн) и Франция (251 тыс. тонн) — вместе занимают 20 % от общего объема экспорта.
С 2007 по 2019 год наиболее быстрый прирост экспорта был отмечен в Украине, Польше, Таиланде и Турции.
Средняя экспортная цена на куриное мясо в 2019 году составила 1518 долларов за тонну, снизившись на 2 %. С самой высокой экспортной ценой была Франция (1853 доллара за тонну), в то время как средняя цена в Великобритании (924 доллара за тонну) была одной из самых низких.

### Россия: экспорт и импорт
Россия в 2020 году экспортировала мясо птицы на $427,2 млн, что на 31 % больше, чем в 2019 году. В натуральном выражении экспорт мяса птицы составил 295 тысяч тонн. Однако на экспорт отправляется лишь 6 % производимого мяса птицы. Китай самый перспективный для российского экспорта, рынки Индонезии и Малайзии — недостаточно освоенные. Евросоюз и США планируют увеличить закупки. Одна из главных проблем отрасли — зависимость от импортного племенного материала. Ежегодно требуется около 3 млрд инкубационных яиц мясных кур — импортируют примерно 7 млн суточных цыплят и 766 млн инкубационных яиц. Селекционеры разрабатывают отечественный гибрид (кросс) мясных кур.
Россия в 2020 году импорт мяса птицы увеличился на 0,6 % — до 228,8 тысячи тонн.
| Год  | Количество, тыс. тонн | Годовой прирост, % | Источник |
| ---- | --------------------- | ------------------ | -------- |
| 2015 | 68                    |                    | [ 18 ]   |
| 2016 | 111                   | ▲ 63,24 %          | [ 18 ]   |
| 2017 | 163                   | ▲ 46,85 %          | [ 18 ]   |
| 2018 | 227                   | ▲ 39,26 %          | [ 18 ]   |
| 2019 | 205                   | ▼-9,69 %           | [ 18 ]   |
| 2020 | 295                   | ▲ 43,90 %          | [ 19 ]   |

## Потребление мяса птицы
Странами с самым высоким уровнем потребления куриного мяса на душу населения в 2019 году были Малайзия (59 кг на человека), Бразилия (55 кг на человека) и США (50 кг на человека).

### Потребление мяса птицы в России
В 2020 году в структуре потребления мясо птицы стало занимать 50,1 %, или 31 кг на человека, что в 1,6 раза превышает рациональную норму.
Производство мяса птицы выросло на 3,2 %, а производство субпродуктов снизилось на 0,5 %. Основная доля производства приходится на мясо птицы охлажденное. Среднегодовая цена на мясо птицы охлажденное за 2020 год на 5 % меньше, чем в 2019 году.